# Leptosiaphos rhodurus
Espèce
Synonymes
- Leptosiaphos rhodurus debruynei Laurent, 1952

Statut de conservation UICN

 DD  : Données insuffisantes
Leptosiaphos rhodurus est une espèce de sauriens de la famille des Scincidae.

## Répartition
Cette espèce est endémique de l'Est de la République démocratique du Congo.

## Publication originale
- Laurent, 1952 : Reptiles et batraciens nouveaux de la région des Grands Lacs africains. Revue de Zoologie et de Botanique Africaines, Tervuren, vol. 46, p. 269-279.